# Glass Point
Der Glass Point ist eine Landspitze an der Nordküste von King George Island im Archipel der Südlichen Shetlandinseln. Sie liegt 7 km südwestlich des False Round Point.
Das UK Antarctic Place-Names Committee nahm 1960 die Benennung vor. Namensgeber ist Robert Hill Glass (1825–1884), Kapitän der Francis Allyn, die zwischen 1873 und 1875 sowie zwischen 1877 und 1879 in den Gewässern um die Südlichen Shetlandinseln operierte.